# William Furneaux
William Mordaunt Furneaux (29 de julio de 1848-10 de abril de 1928) fue director de la Repton School y deán de Winchester.

## Antecedentes familiares e infancia
Furneaux nació en la rectoría de Walton D'Eiville, Warwickshire, el 29 de julio de 1848, siendo el hijo mayor del reverendo William Duckworth Furneaux y su esposa, Louisa (de soltera Dickins). Le dieron el segundo nombre "Mordaunt" en honor a Sir Charles Mordaunt, el mecenas de la parroquia y dueño de la finca donde vivían.
El padre de William pertenecía a la familia Furneaux de Swilly en Devon y había asistido a la escuela Blundell's School en Tiverton, donde ganó una beca para el Exeter College, Oxford. En Walton, enseñaba a alumnos adinerados y actuaba como examinador en la Stratford Grammar School.
La madre de William, Louisa, era hija de William Dickens de Cherrington, un terrateniente local, magistrado y teniente adjunto del condado. El abuelo materno de Louisa era Sir James Alan Park, un juez y escritor legal.
En 1860, la familia se mudó a una parroquia más valiosa en Berkley, Somerset, donde su padre continuó con su interés en la educación, actuando como inspector educativo diocesano para el distrito de Frome.

## Estudiante en Marlborough y Oxford
Desde abril de 1861 hasta mayo de 1868, William asistió al Marlborough College, donde logró un éxito sobresaliente, ganando tres becas ("Junior", "Cotton" y "Senior Exhibition") y casi todos los premios disponibles.
Desde mayo de 1868 hasta 1873, asistió al Corpus Christi College, Oxford, habiendo ganado una beca abierta valorada entre £90 y £95, válida por cinco años. Aprovechó al máximo la oportunidad, logrando un "double first" (máximos honores en dos asignaturas).
Combinó sus estudios con actividades atléticas, compitiendo en los deportes anuales del colegio celebrados en febrero, donde usualmente quedaba primero o segundo en salto de altura, lanzamiento de martillo, vallas y lanzamiento de peso. Desde el trimestre de Michaelmas de 1870, se dedicó al remo y, en 1871, solo por poco no fue seleccionado para la regata contra Cambridge.

## Profesor en Clifton y Marlborough
Al dejar Oxford, pasó un corto tiempo como maestro asistente en Clifton College antes de, en diciembre de 1873, unirse al Marlborough College como profesor de sexto curso. Como la posición requería que tomara órdenes sagradas, fue ordenado diácono en diciembre de 1874 y sacerdote un año después.
El 11 de abril de 1877, en la iglesia de Preshute, William se casó con Caroline Octavia Mortimer, la hija menor del fallecido Joseph Mortimer, miembro de una próspera familia dedicada a la fabricación de telas que, tras fracasar en los negocios, vivió una vida de ocio en el elegante balneario de Weymouth. Desde su muerte en 1861, ella había disfrutado de independencia financiera, viviendo con parientes en Puddletown y otros lugares. Tuvieron tres hijas en los siguientes cuatro años: Dorothy, Marjorie y Edith.

## Director de Repton
Desde enero de 1883 hasta julio de 1900, Furneaux fue director de la Repton School, en Derbyshire, donde impulsó cambios sustanciales para ampliar la escuela, elevar los estándares y actualizar el currículo.
Como profesor, sobresalía con los estudiantes de sexto curso, muchos de los cuales encontraban sus lecciones inspiradoras. Compartía con ellos su amor por la poesía y les enseñaba enfoques críticos para el estudio de la Biblia.
En mayo de 1891, fue nombrado canónigo honorario de la Southwell Minster, justo a tiempo para la visita de estado de la Reina a Derby, donde le presentó un discurso ceremonial.
A finales de la década de 1890, había perdido parte de su entusiasmo inicial. A comienzos de 1900, tras romperse el tobillo mientras patinaba en Suiza, se vio obligado a tomarse un mes de descanso, lo que le dio tiempo para reflexionar. El 7 de marzo de 1900, decidió renunciar, pues ese día compró una gran casa en Winchester llamada The Friary. En julio, dejó la escuela.

## Deán de Winchester
The Friary era una residencia sustancial en el corazón de la ciudad, con excelentes vistas de la Catedral y el Winchester College. Su ubicación sugiere que Furneaux tenía ambiciones de avanzar en su carrera.
Sus primeros años en Winchester fueron tranquilos. Él y su familia participaron en la vida social de la ciudad, y asumió una carga de trabajo ligera, convirtiéndose en capellán examinador de Southwell en septiembre de 1900 y de Winchester en junio de 1901.
Luego, a principios de 1903, su vida cambió drásticamente. El Capítulo de la Catedral necesitaba urgentemente nombrar un nuevo deán antes de poder nombrar un nuevo obispo. Como Furneaux era el hombre adecuado en el lugar adecuado, las autoridades eclesiásticas agilizaron su nombramiento. El 24 de marzo de 1903, el vice-deán instaló a Furneaux como deán de Winchester.
La tragedia golpeó un año después cuando, el 30 de abril de 1904, la esposa de Furneaux murió tras someterse a una cirugía por una afección interna. Su funeral se celebró en la Catedral cuatro días después.
El período de 1905 a 1912 fue el más significativo en la vida de Furneaux. En la primavera de 1905, el arquitecto diocesano identificó que la Catedral corría riesgo de colapso y que se necesitaba un apuntalamiento urgente para salvarla. Idealmente calificado para liderar el proyecto, Furneaux jugó un papel crucial en la organización del trabajo y en la recaudación del dinero necesario, que ascendió a £120,000.
En enero de 1911, el trabajo estaba casi completo, y el Día de San Swithun de 1912 se celebró un servicio de acción de gracias por la preservación de la Catedral.

## Jubilación, muerte y memoriales
En agosto de 1919, Furneaux renunció y se fue a vivir a New Milton, donde a menudo ayudaba en la iglesia local.
Murió en White Cottage, New Milton, el 10 de abril de 1928, a los 79 años, y sus cenizas fueron colocadas en la tumba de su esposa tres días después. Dejó una propiedad neta sin resolver de £34,350.
En 1930, el obispo de Winchester inauguró un par de puertas conmemorativas en honor al deán. La capilla de la Repton School también tiene un memorial dedicado a él.

## Publicaciones
- A Companion to the Public School Hymn Book (1904)
- A Declaration on Biblical Criticism by 1725 Clergy of the Anglican Communion with an explanatory letter by the Dean of Winchester (W. M. Furneaux), ed. by H. Handley (1906)
- The Acts of the Apostles: A Commentary for English Readers (Oxford: Clarendon Press, 1912)
- The Book of Psalms; a revised version (1923)
- Introduction to the Lessons of the Lectionary (Winchester: new edition, 1924)